# Johan Fredrik Hermanni
Johan Fredrik Hermanni, född på 1600-talet, död 20 augusti 1733, var en svensk borgmästare och riksdagsman.

## Biografi
Johan Fredrik Hermanni föddes på 1600-talet. Han blev 1718 borgmästare i Halmstads stad och var riksdagsledamot för borgarståndet i Halmstad vid riksdagen 1719. Hermanni avled 1733.

### Familj
Hermanni gifte sig 1714 med Elsa Katarina Twist.